# Jamajka na Letnich Igrzyskach Olimpijskich 1948
Jamajkę na Letnich Igrzyskach Olimpijskich 1948 reprezentowało 13 zawodników, 9 mężczyzn i 4 kobiety.

## Zdobyte medale
| Medal  | Zawodnik      | Dyscyplina    | Konkurencja            |
| ------ | ------------- | ------------- | ---------------------- |
| Złoto  | Arthur Wint   | Lekkoatletyka | bieg na 400 m mężczyzn |
| Srebro | Arthur Wint   | Lekkoatletyka | bieg na 800 m mężczyzn |
| Srebro | Herb McKenley | Lekkoatletyka | bieg na 400 m mężczyzn |